# Едвард Мунк
Едвард Мунк (на норвежки: Edvard Munch) е норвежки художник-експресионист и автор на гравюри. Неговата силна и емоционално наситена трактовка на страданието силно повлиява на развитието на немския експресионизъм от началото на 20 век. Една от най-известните му творби е „Викът“ от 1893.

## Живот

### Детство
Едвард Мунк се ражда във ферма в селцето Одалсбурк, Льотен в Шведско-норвежката уния. Син на Лаура Катрин Бьолстад и Кристиан Мунк, син на свещеник. Кристиан е доктор и медицински офицер, омъжен за жена, значително по-млада от него. Едвард има четири братя и сестри. Софи и Едвард наследяват артистичния си талант от майка си. Едвард Мунк е роднина с художника Якоб Мунк и историка Петер Андреас Мунк.
Семейството се мести в Кристиания (сега Осло) през 1864, когато Кристиан Мунк е назначен като медицински офицер в крепостта Акерсхус. Майката на Едвард умира от туберкулоза през 1868 г., а любимата му сестра Софи – през 1877 г. След смъртта на майка си, децата са отгледани от баща им и леля им Карен. Често отсъстващ от училище поради боледувания, Едвард се занимава с рисуване. Кристиан Мунк учи сина си на история и литература и разказва на децата си страшни истории и истории на американския писател Едгар Алън По.
Позитивното поведение на Кристиан към децата си е засенчено от болестния му пиетизъм. Мунк пише: „Баща ми беше темпераментално нервен и маниакално религиозен, до степен на психоневроза. От него аз наследих семената на лудостта. Ангелите на страха, страданието и смъртта седят до мен от деня, в който се родих.“ Кристиан порицавал децата си, казвайки им, че майка им ги гледа от рая и страда от тяхното непослушание. Репресивната религиозна среда, крехкото здраве на Едвард и ярките истории за призраци помагат за вдъхновението му със зловещите видения и кошмари; момчето чувства, че смъртта постоянно го следи. Една от по-малките му сестри, Лаура, е диагностицирана с психично заболяване от ранна възраст.
Заплатата на Кристиан Мунк е много ниска и семейството постоянно сменя евтини апартаменти. Ранните рисунки на Мунк показват интериора и индивидуалните предмети като медицински бутилки. В пубертета Мунк се интересува главно от рисуване.

### Учение и влияния
През 1879 г. Мунк се записва в техническо училище да учи инженерство и се справя блестящо по физика, химия и математика. Учи чертане и перспективно рисуване, но честите заболявания му прекъсват обучението. На следващата година Мунк напуска училището, решен да стане художник. Баща му вижда изкуството като „безбожен занаят“, а съседите му му изпращат анонимни писма. За разлика от яростния пиетизъм на баща си, Мунк приема недогматично отношение към изкуството. В дневника си той пише: „в изкуството си аз се опитвам да обясня живота и значението му на самия себе си.“
През 1881 г. Мунк започва да учи в Кралското училище по изкуства и дизайн в Кристиания, един от основателите на който е далечният му роднина Якоб Мунк. Учители са му скулпторът Юлиус Миделтън и художникът Кристиан Крохг. Рисунките на голи модели от този период оцеляват само в скици, вероятно конфискувани от баща му.
По време на тези ранни години Мунк експериментира с много стилове, включително натурализъм и импресионизъм. Някои ранни творби напомнят за Мане. Много от тези опити му носят неблагоприятна критика от пресата и от баща му, който въпреки това му осигурява малки суми за разходи за живот. В един момент обаче бащата на Мунк, който може би се е появил от отрицателното мнение на братовчеда на Мунк Едвард Дирикс (утвърден традиционен художник), унищожава поне една картина (вероятно на гол модел) и отказва да изплаща повече пари за изкуство.

## Творчество
Мунк пробива в Европа през 1892 г. Желанието му е да изобразява нова форма на реалността, основана на психологически преживявания, а не на визуални. Следователно картините на Мунк показват душевното състояние на автора, често подсилено от изобразяването на човешка фигура на преден план и провеждащо се събитие на заден план.
„Викът“ (1893; първоначално озаглавена „Отчаяние“), най-известната картина на Мунк, се смята за икона на екзистенциалното страдание. На въпроса за тази картина „Защо крещи?“, Мунк веднъж шеговито отговорил: „Изгубила си е чантичката“.
Както при много негови творби, той рисува няколко нейни версии. „Викът“ е измежду картините от серия, наречена „Фризът на живота“ (Lebensfries), в която Мунк изследва темите за живота, любовта, страха, смъртта и меланхолията.
Темите от „Фризът на живота“ постоянно се връщат в творчеството на Мунк в картини като „Болното дете“ (1886, портрет на болната му сестра Софи), „Вампир“ (1893 – 1894), „Пепел“ (1894), и „Мостът“. Последната показва слаби фигури с безлични или скрити лица, над които се издигат заплашителните форми на дебели дървета и надвесени къщи. Мунк изобразява жените или като крехки, невинни страдалки, или като смъртнобледи, пиещи живота вампири. Много изследователи смятат, че това отразява неговите сексуални страхове.

## Значими произведения
- 1892 – Вечер на портите на Карл Йохан
- 1895 – Викът – на 2 май 2012 г. версия на тази картина е продадена от аукционната къща „Сотбис“ за рекордната сума от 120 млн. щатски долара. Другите 3 версии се намират в 2 музея в Осло.[2]
- 1894 – Пепел
- 1894 – 1895 – Мадона
- 1895 – Пубертет
- 1895 – Автопортрет със запалена цигара
- 1895 – Смърт в болничната стая
- 1899 – 1900 – Танцът на живота
- 1899 – 1900 – Мъртвата майка
- 1940 – 1942 – Автопортрет: между часовника и леглото